# Списак генерала и адмирала ЈНА: Ћ, У и Ф
Списак генерала и адмирала Југословенске народне армије (ЈНА) чије презиме почиње на слова Ћ, У и Ф, за остале генерале и адмирале погледајте Списак генерала и адмирала ЈНА.

### Ћ
- Миле Ћаловић (1913—1977) генерал-потпуковник. Активна служба у ЈНА престала му је 1972. године.[2]
- Енвер Ћемаловић (1920—1995) генерал-пуковник авијације. Активна служба у ЈНА престала му је 1980. године.[2]
- Драган Ћировић (1923) генерал-мајор. Активна служба у ЈНА престала му је 1979. године.[2]
- Недељко Ћопић (1938—1999) генерал-мајор.[б]
- Душан Ћорковић (1921—1980) генерал-пуковник. Народни херој.[2]
- Дане Ћуић (1922—1988) генерал-пуковник.[3]
- Љубиша Ћургус (1919—1988) генерал-потпуковник авијације. Активна служба у ЈНА престала му је 1977. године.[3]
- Милан Ћушић Мићо (1928—2007) генерал-пуковник. Активна служба у ЈНА престала му је 1991. године.[3]

### У
- Гојко Узелац (1926) генерал-мајор.
- Душан Узелац (1934—2019) генерал-пуковник.[в]
- Миле Узелац (1913—1987) генерал-потпуковник. Активна служба у ЈНА престала му је 1965. године. Народни херој.
- Никола Узелац (1931—2011) генерал-пуковник.[г]
- Цветко Узуновски (1912—1993) генерал-пуковник. Активна служба у ЈНА престала му је 1972. година.
- Зденко Улепич (1906—1988) генерал-пуковник авијације. Активна служба у ЈНА престала му је 1966. године.
- Средоје Урошевић (1917—2007) генерал-мајор. Активна служба у ЈНА престала му је 1958. године. Народни херој.
- Јагош Ускоковић (1911) генерал-потпуковник. Активна служба у ЈНА престала му је 1964. године.

### Ф
- Јордан Фаганел (1916—1985) генерал-мајор авијације.[4]
- Геза Фаркаш (1942—2018) генерал-мајор.[д]
- Џемал Фејзо (1923—2008) генерал-мајор. Активна служба у ЈНА престала му је 1978. године.[5]
- Сулејман Филиповић (1896—1971) генерал-мајор. Активна служба у ЈА престала му је 1945. године.[6]
- Миле Филиповски (1920—1986) генерал-мајор. Активна служба у ЈНА престала му је 1976. године.[6]

## Напомена
1. ↑  Генералски, односно адмиралски чинови у ЈНА су били — генерал, генерал армије (адмирал флоте), генерал-пуковник (адмирал), генерал-потпуковник (вице-адмирал) и генерал-мајор (контра-адмирал)[1]
2. ↑  После нестанка ЈНА, маја 1992. војну каријеру наставио у Војсци Југославије. Демобилисан 1998. године.
3. ↑  После нестанка ЈНА, маја 1992. војну каријеру наставио у Војсци Југославије. Демобилисан 1992. године.
4. ↑  После нестанка ЈНА, маја 1992. војну службу наставио у Војсци Југославије. Демобилисан 1993. године.
5. ↑  После нестанка ЈНА, маја 1992. војну каријеру наставио у Војсци Југославије. Демобилисан 2001. године.